# قراء
قراء قرية في منطقة الباحة في المملكة العربية السعودية، وهي إحدى قرى قبيلة بيضان من زهران وهي على ارتفاع شامخ وتطل على غابة رغدان، وقد كانت مقرا لمشيخة زهران عند أسرة القفعي لمدة تزيد عن 250سنة حيث كانو يحكمون زهران تبعا للأشراف ويقومون بجمع الزكاة وإرسالها إلى الأشراف في مكة.وانتقلت منهم المشيخة إلى ال بالرقوش
تقع بين أكثر من قرية مثل قرية بني هريرة وقرية الدارين.